# Стенной геккон
Стенной геккон (лат. Tarentola mauritanica) — вид ящериц из семейства Phyllodactylidae.
Стенной геккон достигает в длину 12—18 см, из которых около половины приходится на хвост. Окраска туловища заметно колеблется от желтовато-серого и чёрно-бурого до матово-чёрного цвета с более или менее чётко выраженным поперечно узором. Кожа жёсткая и грубая. У него прочный корпус и плоская голова. С помощью крепких и цепких пальцев геккон хорошо передвигается по вертикальной поверхности. Чешуя однородная, не разделена удлинёнными бороздами, имеет прикрепляющиеся пластинки на широких пальцах. Первый, второй, пятый палец у представителей этого вида лишены когтей. На пальцах имеются прикрепляющиеся пластинки длиной 80—90 мм и диаметром 8—10 мм. Количество мелких щёточек на этих пластинах равняется 200 млн.
Гемерофилы. Обитают на скалах, а также крышах, стенах домов, строительных площадках, руинах зданий. Любят светлые и теплые места. Каждый стенной геккон имеет небольшой, иногда не более 1 м², собственный охотничий участок, на котором его можно видеть как в ночное, так и в дневное время. Питается насекомыми.
Это яйцекладущие ящерицы, которые откладывают 2 яйца, кладок обычно бывает несколько (в апреле и июне). Через 4 месяца рождаются молодые гекконы длиной до 5 см.
Продолжительность жизни стенных гекконов в природе достигает 4—5 лет, в неволе — до 8 лет.
Ареал вида охватывает юг Франции, Италию, Испанию, Португалию, Марокко, северный Алжир, северную Ливию, Тунис, Египет, южную Грецию, острова Средиземного моря. На пароходах стенной геккон попал на Кубу, острова Карибского моря, в Уругвай и штаты Калифорния и Флорида (США).